# 開塞恩坦馬里大戟
開塞恩坦馬里大戟（学名：Euphorbia cap-saintemariensis）是馬達加斯加特有的一種大戟屬植物。它們生長在岩石區，但受到環境破壞的影響。